# ماكسيميليان غونتر
ماكسيميليان غونتر (بالألمانية: Maximilian Günther)‏ هو سائق سباق ألماني، ولد في 2 يوليو 1997 في أوبرستدورف في ألمانيا.

## وصلات خارجية
- الموقع الرسمي
- ماكسيميليان غونتر على موقع Racing-Reference.info (الإنجليزية)
- ماكسيميليان غونتر على موقع DriverDB.com (الإنجليزية)